# Glastonbury Tor

Glastonbury Tor domb Glastonbury városa mellett, Somerset megyében, Délnyugat-Angliában. A Tor a helyi tájkép ikonikus formálója a tetején álló Szent Mihály toronnyal. A helyszín a National Trust műemlékvédelmi szervezet gondozásában nyilvántartott fontos archeológiai terület (No: 196702).
A Tor kelta eredetű helyi szó, jelentése „sziklakiemelkedés” vagy „domb”. A Tor egy feltűnő helyen, a „Summerland Meadows” sík vizenyős terület közepén, a „Somerset levels” részeként emelkedik ki. A síkság valójában a tengertől visszahódított síkláp, melyből a Tor valaha, mint egy sziget emelkedett ki, ám a víz további visszahúzódásával félszigetté vált, melyet három oldalról a Brue folyó mosott, jelenleg síkságok veszik körül. 1892-ben azonosítottak a közeli „Glastonbury Lake Village” maradványaiból egy i.e. 300-200 körüli vaskori települést a lápokból kiemelkedő, könnyen védhető szigeten. Földsáncok és római kori maradványok bizonyítják a terület használatát. A hely úgy tűnik, hogy a britonok által elnevezett Ynys yr Afalon (Jelentése: „The Isle of Avalon” / magyarul: „Avalon szigete”) volt és úgy vélik, azonos az Artúr-legendákban is említett Avalonnal.
A Glastonbury Tor szimbolikus modelljét építették fel a 2012-es Londoni nyári olimpiai játékok megnyitójára. A stadionba bevonuló atléták zászlói a modell teraszain jelentek meg.

## Történelem és a történelem előtti idők

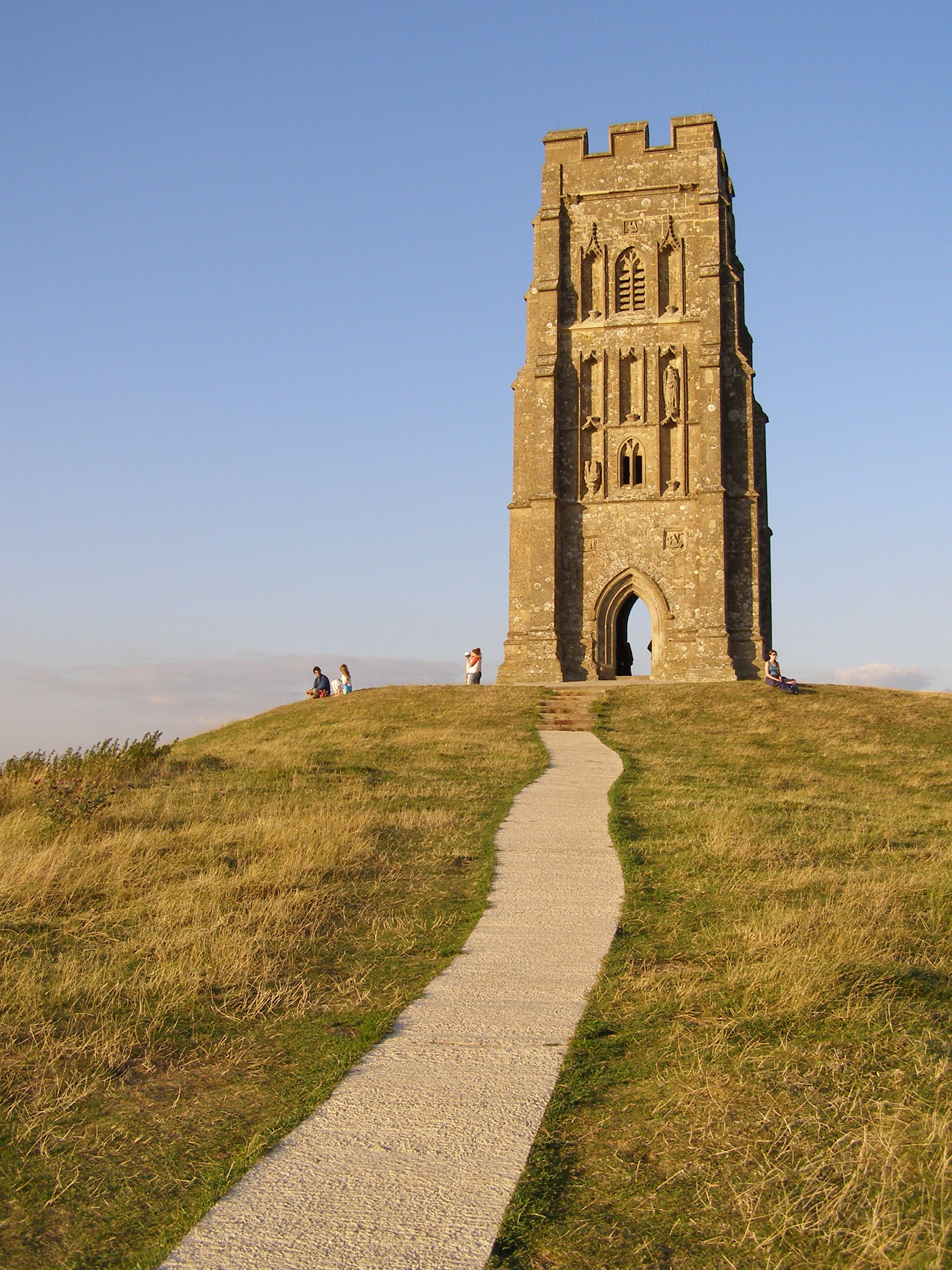
Szt. Mihály templom tornyának maradványa

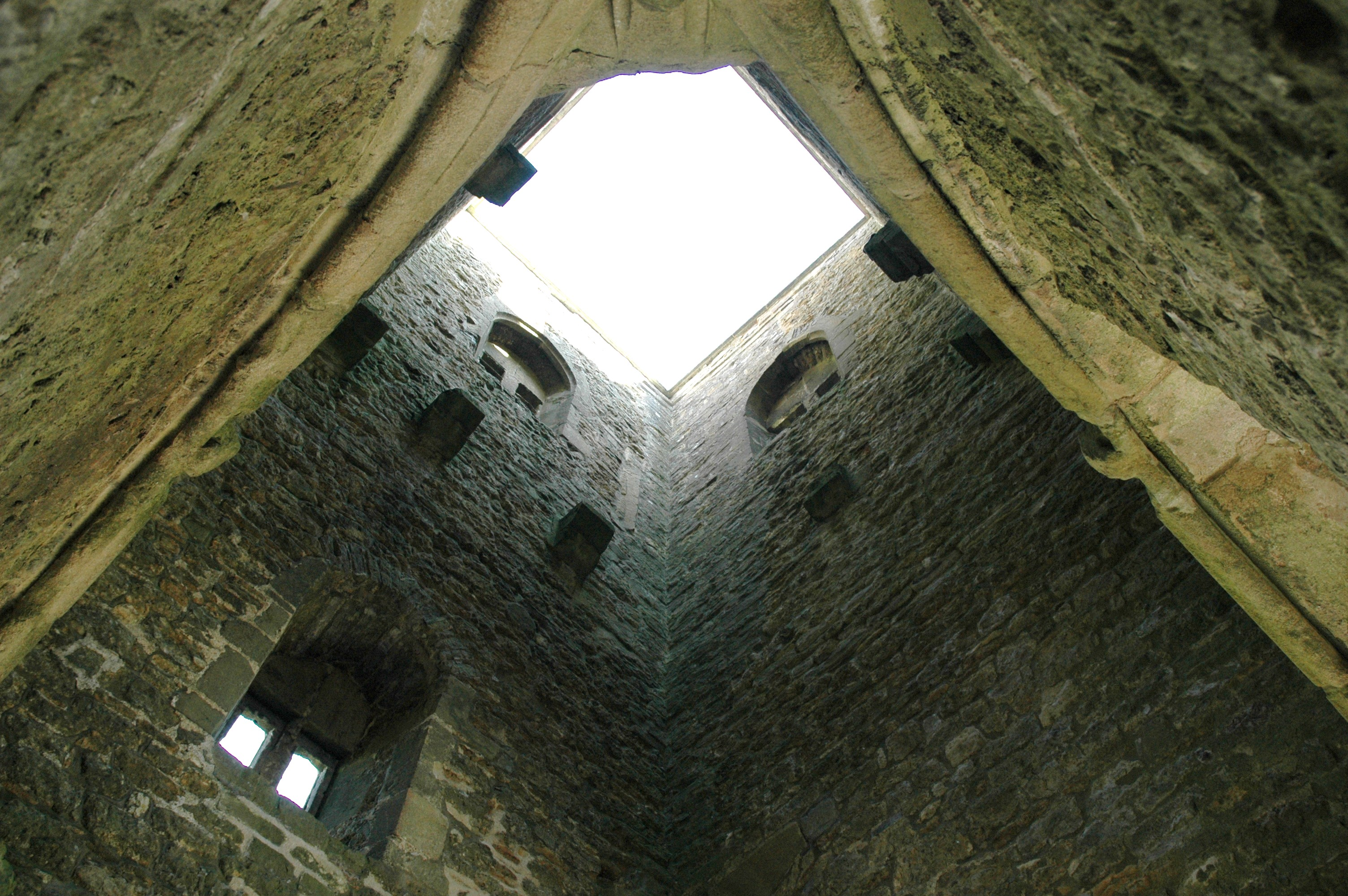
A Szt. Mihály templomtorony belülről

A Tor tetején feltárt néhány újkőkori kovakő eszköz azt mutatja, hogy a helyszín már látogatott és talán lakott is az emberi őstörténet során. Egy Philip Rahtz által vezetett csapat 1964 és 1966 közötti ásatáson bizonyítékokat tárt fel a „Dark Age” megszállás körüli időkből és a későbbi középkori Szent Mihály templomból: egy cölöp, két tűzhely, köztük egy ötvösműhelyé, két észak-déli tájolású sír (így valószínű, hogy nem keresztény), 6. századi mediterrán amfora töredékek (vázák bor vagy étolaj számára), és egy kopott üreges szász bronz fej. Tor kelta neve Ynys Wydryn volt, vagy néha Ynys Gutrin, jelentése: „Isle of Glass” (magyarul: Üveg szigete). Ebben az időben a síkság víz alá került, apály idején a sziget félszigetté vált.
A dombon feltárták az 5. sz.-i poszt-római erődítés maradványait, ennek a helyére épült és 1275-ig állt a Szent Mihály-templom. A Brit Geológiai Felmérés szerint 1275 szeptember 11-én egy földrengés lerombolta a templomot, melyet érezni lehetett Londonban, Canterburyben és Walesben is. A jelentések szerint a földrengés Anglia sok házát és templomát lerombolta, becsült intenzitása a MSK-64 skálán VII-nél erősebb lehetett. Epicentruma Portsmouth vagy Chichester környékére tehető. Lehetséges, hogy a domb alakja, amin a templom elhelyezkedett, a szeizmikus hullámokat lokálisan fel is erősítette.
A második templom az 1360-as években épült és fennmaradt egészen 1539-ig, a szerzetesrendek feloszlatásáig. Akkor a Tor az utolsó apát Richard Whiting, és vele két szerzetesének John Thorne és Roger James kínzással egybekötött kivégzésének helyszíne volt az akkor éppen divatos „hanged, drawn and quartered” módszer szerint. A Szent Mihály-templom maradványát a modern időkben restaurálták. Jelenleg az 1-es fokozatú nyilvántartott történelmi épület a National Trust műemlékvédelmi szervezet gondozásában áll.

## Mitológia

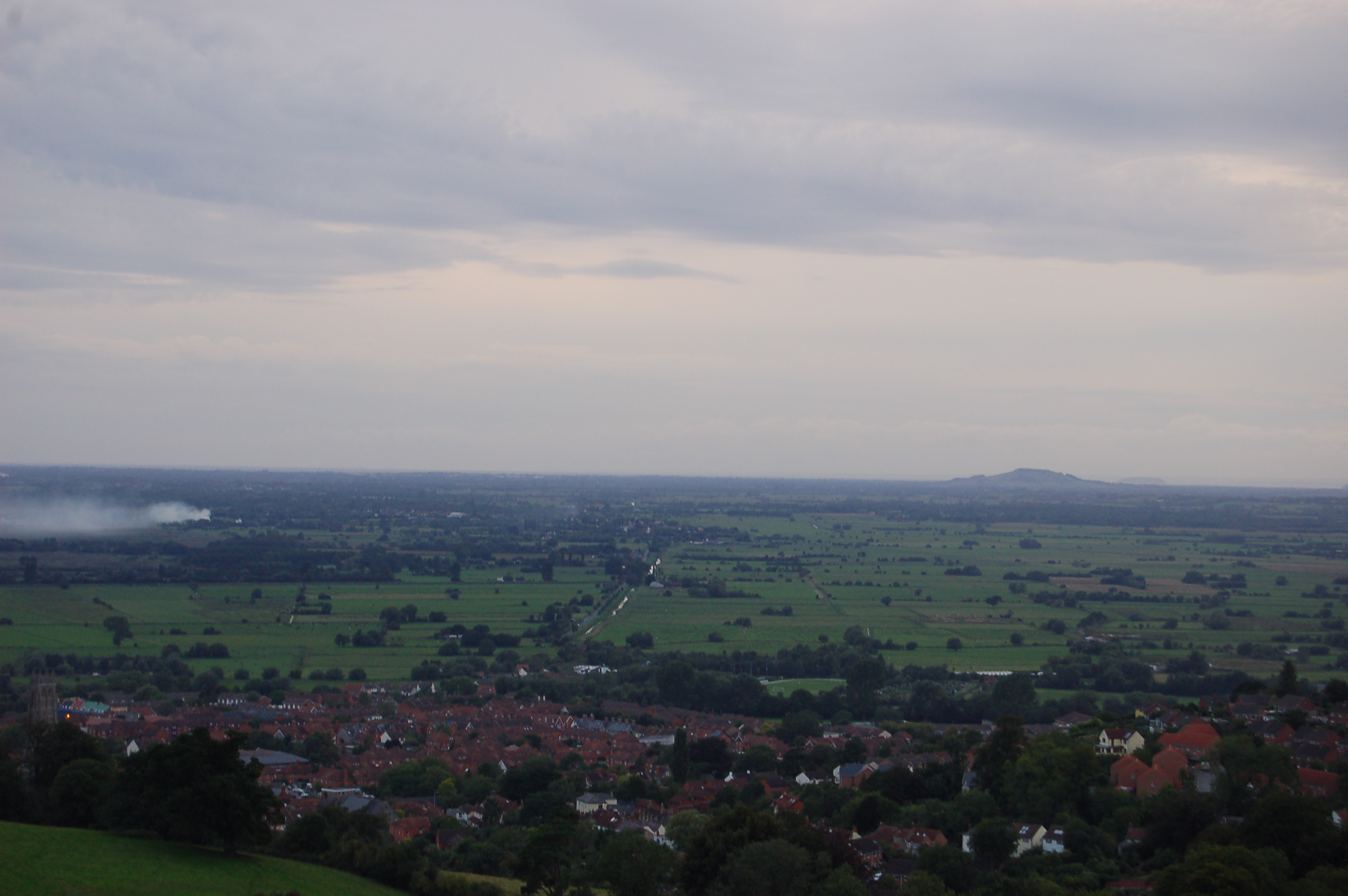
Brent Knoll dombok látképe a Glastonbury Tortól.

A Tort a Walesi Gerard beszámolója kapcsán Avalon nevével hozták összefüggésbe, miután 1191-ben állítólagos felfedezésekor Artúr király és Ginevra királyné gondosan felcímkézett koporsóját tárták fel. A modern régészet valóban feltárt számos késő római struktúrát a területen.
A 19. századdal újjáéledt az érdeklődés a kelta mitológia iránt. A Torhoz társították az alvilág urát, Gwyn ap Nudd-ot, a későbbi tündérek királyát. A Tor vált az Annwn másvilág, avagy a tündérek földjének, Avalon bejáratának képviselőjévé.
A tartós mítosz modernebb eredete az, hogy a Glastonbury Zodiákus, egy asztrológiai zodiákus óriási ősi sövényeket és lenyomatokat vájt a földek mentén. Az elméletet először 1927-ben egy művész, Katherine Maltwood terjesztette elő, akit az okkultizmus foglalkoztatott. Ő úgy gondolta, a zodiákus mintegy 5000 évvel ezelőtt épült. Azonban ennek ellentmond, hogy a földek túlnyomó többsége több láb mélyen víz alatt volt abban az időben.
Christopher Hodapp azt állítja a The Templar Code For Dummies (A templomos szabályzat kezdőknek) című könyvében, hogy a Szent Grál egyik lehetséges helyszíne a Glastonbury Tor, mivel közel volt ahhoz a kolostorhoz ami a Nanteos Cup-nak adott otthont.
Egy másik spekuláció szerint a Tor egy vallási szertartásra használt spirális labirintust formált, amely magába foglalja a mítoszt, hogy a Tor volt a helyszíne az alvilági király spirális várának.

## Teraszok

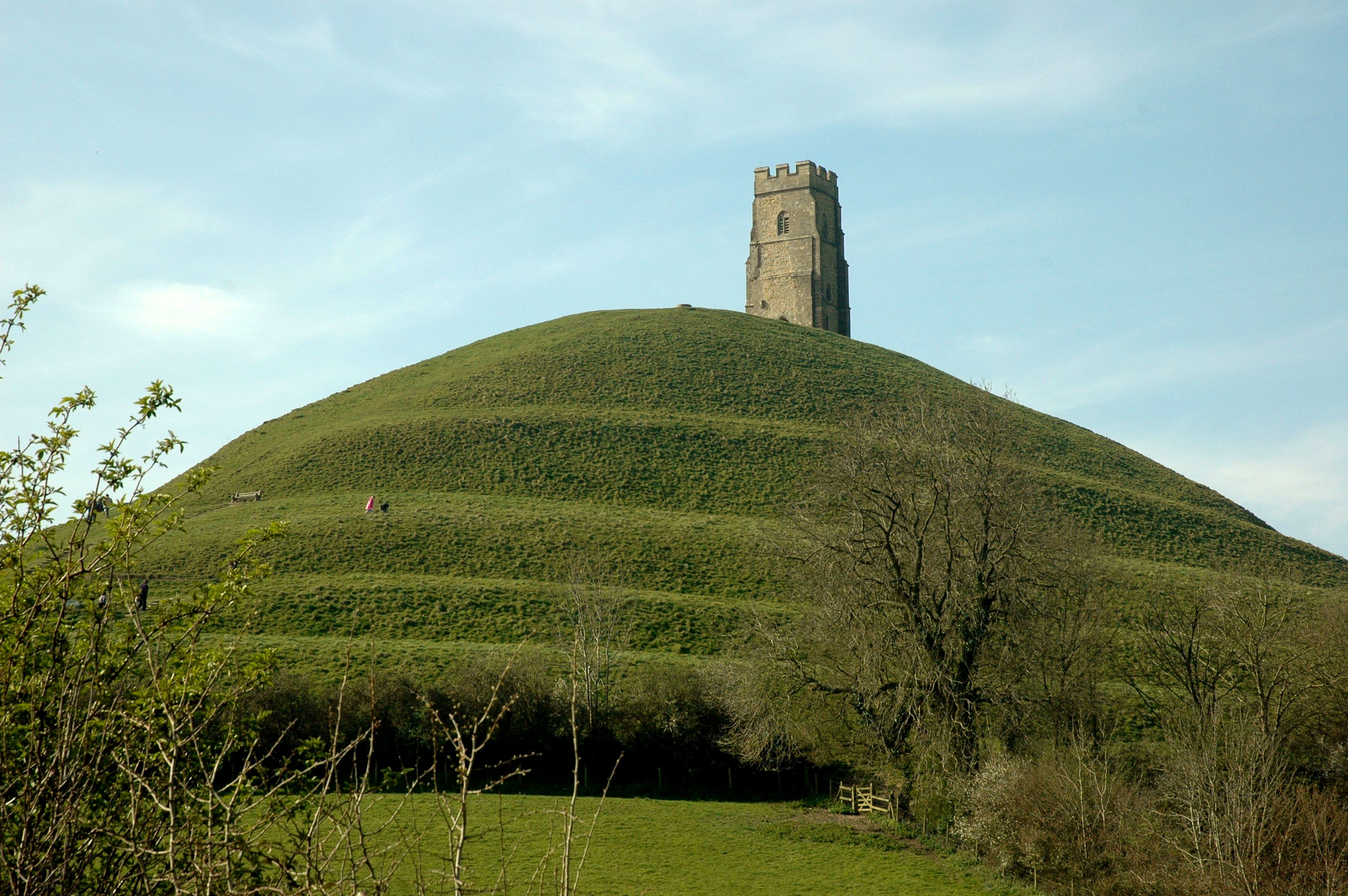
Teraszok

A hét mély, durván szimmetrikus terasza az egyike a Tor tartós rejtélyének. Már számos lehetséges megfejtést terjesztettek elő magyarázatára:
- Mezőgazdaság – sok kultúrában, nem utolsósorban a középkorban a brit gazdák alakították ki a teraszosra a dombot, hogy a növények szántása könnyebb legyen.  Mann, azonban a megjegyzi, hogy ha a mezőgazdaság volt az oka, hogy létrehozzanak teraszokat, akkor várható lenne, hogy az erőfeszítés déli oldalon koncentrálódik, ahol a napsütötte feltételek jó terméshozamot adnának, ellenben azt lehet látni, hogy a teraszok az északi oldalon is mélyek, ahol a termés szempontjából kevésbé lenne előnyös, továbbá a sziget többi lejtője sem teraszos, pedig a védettebb helyeken adna nagyobb megtérülést ez a munkaerő-igényes kialakítás.
- Szarvasmarha legeltetés – hosszú ideig tartó, szarvasmarha legeltetés okozhatja teraszok kialakulását, de ezek általában sokkal kisebb méretűek, mint a megfigyelt Glastonbury és általában párhuzamosak a hegy körvonalaira. Glastonbury Tor egyes helyein, a teraszok a  meglehetősen meredekek és nehéz, rámutatni hogy más hegyekhez hasonlatos mintákat az állatállomány okozta erózió idézi elő.
- Védelmi bástyák – Más vaskori domberődítmények területéhez hasonlatosan bizonyítható, hogy kiterjedt az erődítmény a dombok lejtőin is (például Dél-Cadbury vár). Azonban a normál formában e bástyák, hogy a sánc és árok és a Tor, nincs bizonyíték arra, az e megállapodás Továbbá, Dél-Cadbury, az egyik legszélesebb, körben megerősített helyen Nagy-Britanniában három koncentrikus gyűrű a sáncok és árkok rendszere biztosít egy 18 hektáros zárt területet. Ezzel szemben, a Tort hét gyűrű veszi körbe és nagyon kevés helyet hagy a domb tetején a közösség megőrzésére, így furcsa a dolog, hogy oly sok erőfeszítést tettek, olyan kicsi nyereség érdekében.
- Labirintus – Rahtz professzor úgy érezte, hogy azt az elméletet, miszerint a Toron kialakult teraszok maradványai mint egy háromdimenziós labirintus „érdemes jól szemügyre venni” (a Mann, 1993). Az elméletet Geoffrey Russell 1968-ban terjesztette elő elsőnek, azt állítja, hogy a „klasszikus labirintus” (Caerdroia), ez a formatervezési minta az újkőkorban világszerte elterjedt így könnyű átültetni a Torra is, a körkörös séta a teraszokról végül eléri a domb tetejét. Nagy valószínűséggel a labirintus teraszokat a neolit korba helyezi (Rahtz, a Mann, 1993), mivel az azóta teljes területén az emberi tevékenység miatt jelentős módosítások történtek a mezőgazdasági termelők és / vagy a szerzetesek által továbbá a végleges ásatásokat még nem végezték el, a hipotézist nem könnyű értékelni.

## Geológia

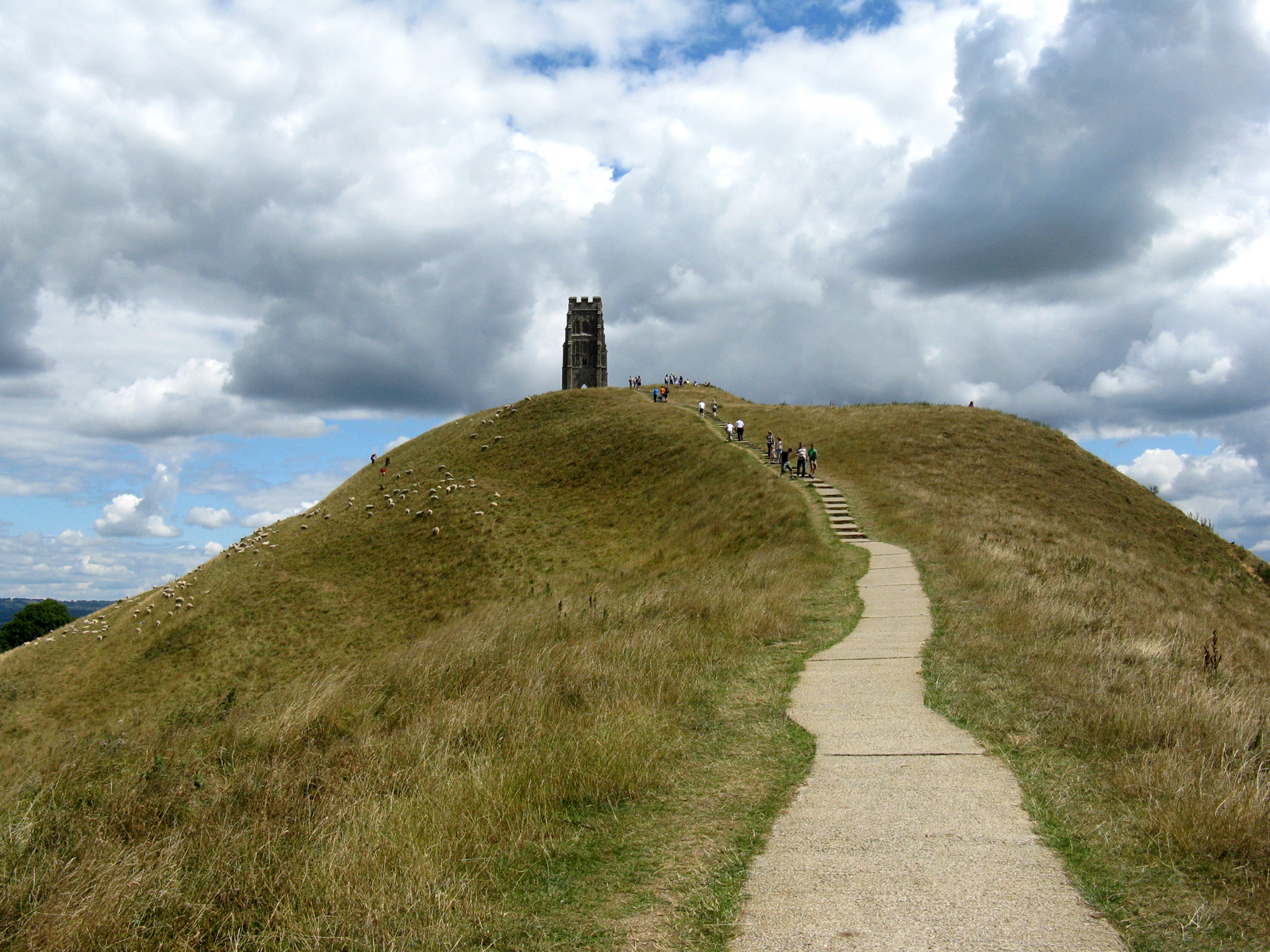
Az utolsó néhány méter a Torig. A széles betonozott járda a látogatót a gyep letaposás kerülésre ösztönzi, ami talajerózióhoz vezetne.

A Tor kék agyag és kemény épületmészkő (jura homokkő) rétegekből áll, kemény Midford homokkő sapkával. Ennek, az alsó rétegekhez képest az erózióval szembeni ellenállása, felelős a Tor magasságáért. A Tor lábánál a vasban gazdag Chalice Well forrás vize fakad, és folyik ki mint egy artézi kútból millió éve. A homokkő környezetében a vas-oxid azt impregnálva megerősítette. Vasban gazdag, de oxigénszegény víz a víztartó rétegben oldott vas (II) formában hordozza a vasat, de ahogy a víz felszín közelébe kerül és oxigéntartalma emelkedik, az oxidált vas (III)-ból kicsapódik az oldhatatlan „rozsdás” oxid, melyek a környező kőzethez kötődnek, azt megkeményítve. Mivel a környező lágy homokkő leerodálódott, a Glastonbury Tor lassan kiemelkedett.

## Fordítás
- Ez a szócikk részben vagy egészben  a   Glastonbury Tor című angol Wikipédia-szócikk fordításán alapul.  Az eredeti cikk szerkesztőit annak laptörténete sorolja fel. Ez a jelzés csupán a megfogalmazás eredetét és a szerzői jogokat jelzi, nem szolgál a cikkben szereplő információk forrásmegjelöléseként.